# Ковш
Ковш је традиционална руска посуда за пиће. Ради се о овалној посуди, најчешће у облику чамца, лабуда или викиншког брода.
Ковш је првобитно прављен од дрвета и из њега се пила медовина, а најстарији пронађени примерци потичу из 10. века. Метални ковш се појављује у 14. веку, али је и даље израђиван и од дрвета. На ковшу су често били насликани мотиви са села. До 17. века, ковш је скоро изашао из практичне употребе и више се користио као украс него као практична посуда.
У 19. веку ковш је израђиван од племенитих метала, и користио се као царски поклон за нарочите заслуге и војничке подвиге. Црногорски војвода Илија Пламенац добио је 1879. ковш као поклон од руског принца Долгурукова.